# El Salto, Ignacio de la Llave
El Salto är en ort i Mexiko.   Den ligger i kommunen Ignacio de la Llave och delstaten Veracruz, i den sydöstra delen av landet, 300 km öster om huvudstaden Mexico City. El Salto ligger 12 meter över havet och antalet invånare är 640.
Terrängen runt El Salto är mycket platt. Runt El Salto är det ganska tätbefolkat, med 72 invånare per kvadratkilometer. Närmaste större samhälle är Tlalixcoyan, 16,8 km norr om El Salto. Omgivningarna runt El Salto är en mosaik av jordbruksmark och naturlig växtlighet.